# علي بن حسن الصدر
السيد علي بن حسن بن هادي بن محمد علي بن صالح شرف الدين الصدر الموسوي، الكاظمي. ولد في التاسع من صفر سنة 1303هـ المصادف 10 اكتوبر 1983 وهو الولد الثاني لأبيه، بعد أخيه محمد. ترعرع في ظل أبيه الحسن، وجده الهادي. دُفن مع جدّه ووالده وأخيه داخل العتبة الكاظمية، في الحجرة الثالثة درس مبادئ العلوم العربية، والمعارف الإسلامية في الكاظمية، على عدد من علمائها الأعلام، وتفقه على أبيه، وأخذ عنه الحديث وما إليه.

## نسبه
هو علي بن حسن بن هادي بن محمد علي بن صالح الكبير بن محمد بن إبراهيم شرف الدين العاملي. وينتمي لأسرة عاملية الأصل إلّا أن أباه ولد في الكاظمية وجده نجفي المولد

## مؤلفاته
له مؤلفات في مواضيع شتى , منها :
*كتاب شجرة الموسويين من آل شرف الدين( وضعه على شكل شجرات الأنساب).
*كتاب الحقيبة (وهو في خمسة أجزاء، ضمنه تراجم اعلام أسرته وغيرهم من الأعلام، وفيه كثير من الفوائد والفرائد والرسائل والشعر).
*له منظومة في المواريث